# Bajkalsk
Bajkalsk (ros. Байка́льск) – miasto w rejonie sludiańskim obwodu irkuckiego, w Rosji, na południowo-zachodnim krańcu jeziora Bajkału, u stóp gór Chamar-Daban.
Nazwa miejscowości pochodzi od nazwy jeziora, nad którym leży.

## Historia i gospodarka
Miasto zostało założone w 1961 roku, a prawa miejskie otrzymało w 1966 roku. Założenie miasta było związane z otwarciem tu "Bajkalskiej Papierni i Celulozowni". Zakład ten zatrudniał około 3500 osób. W 2009 roku zakład został zamknięty, po tym jak nowe, drogie wyposażenie, po spadku koniunktury uczyniło go niedochodowym. W 2010 otwarto go powtórnie, dzięki współpracy rosyjskiego rządu z prywatnym właścicielem, jednak przyszłość firmy i związanego z nią miasta są wątpliwe.
We wrześniu 2013 Kombinat Celulozowo-Papierniczy (położenie na mapie) został zamknięty. Po ponad 50 latach działalności pozostało 6,5 mln ton szlamu legininy - toksycznego odpadu zawierającego m.in. siarkę, związki chloru i ok. 85 proc. wody.

## Infrastruktura
Przez Bajkalsk przebiega droga M55 zwana "Traktem Amurskim". 

Znajduje się tu również stacja kolejowa Bajkalsk Passażerskij na linii kolei transsyberyjskiej.